# Pierre Bour
 (juin 2019).
Pour les articles homonymes, voir Bour.
Pierre Bour, né le 6 mars 1917 à Ancenis (Loire-Atlantique) et mort le 20 mai 2003 à Saint-Agathon (Côtes-d'Armor), est un psychiatre français.

## Biographie[1]

### Famille
Pierre Bour est le fils de Léon Bour (1875-1954), ancien secrétaire général de la Chambre syndicale des constructeurs d’automobiles, et de Marie Lancereaux (1880-1962). Son grand-père maternel Étienne Lancereaux (1829-1910) fut médecin des hôpitaux et membre de l’Académie nationale de médecine. Du côté maternel, il descend aussi notamment de la compositrice Sophie Gail (1775-1819) ainsi que d'Henri François Delaborde (1764-1833), général de la Révolution française.
Il est par ailleurs le neveu d'Alfred Bour.

### Études
Il fit ses études secondaires à l'École des Roches de Verneuil-sur-Avre (Eure) puis au lycée Carnot (17e arrondissement de Paris). Pierre Bour fait ensuite ses études supérieures à la Faculté de médecine de Paris où il obtient son doctorat en médecine. Ancien interne des hôpitaux de Paris, il suivit les cours de René Laforgue.

### Carrière
- 1950 - 1955 : Médecin psychiatre départemental de Seine-et-Oise.
- 1955 - 1973 : Médecin-chef à l’hôpital psychiatrique départemental de Saint-Venant (Pas-de-Calais).
- 1973 - ? : Médecin-chef de secteur au centre psychothérapeutique au Centre Hospitalier de la Chartreuse à Dijon (Côte-d'Or)

Il écrivit de nombreux articles dans des revues à portée psychologique.

## Travaux[3]

### Le psychodrame en milieu hospitalier
Inspiré par Jacob Levy Moreno, il mit au point une technique de psychodrame thérapeutique applicable en milieu hospitalier.
Pierre Bour est le premier à utiliser les quatre éléments (une bougie pour le feu, un ballon pour l'air, une bassine d'eau et une motte de glaise pour la terre) dans le psychodrame avec les schizophrènes. Il leur offre ainsi l'occasion de rompre la prostration pour un moment, en se saisissant d'un des éléments.
Lors de sessions de psychodrame, Pierre Bour regroupe des patients (névrosés et schizophrènes) et des invités de nature diverse (confrères, comédiens, étudiants, famille et personnel médical), afin de faire découvrir ses techniques. Pierre Bour s'implique toujours comme meneur du jeu, il est garant de la sécurité du groupe. Sa méthode incite tous les participants à s'exprimer lors de la synthèse, ce qui évite tout écueil de voyeurisme.

### La théorie des pulsions
Héritier de la psychanalyse freudienne, dont il est partisan d'une lecture critique, Pierre Bour élabore une nouvelle théorie des pulsions. Dans Les Racines de l'Homme, il met au jour trois pulsions vitales distinctes (attractio, ambitio, et agressio), à la place de la seule libido de Sigmund Freud, ainsi que deux besoins psychiques fondamentaux (assimilatio et eliminatio).

## Distinctions

### Décoration française
- Chevalier de l'ordre de la Santé publique

### Société savante
- Président du Carrefour d’approfondissement psychologique.

### Titres universitaires et hospitaliers
- Interne des hôpitaux de Paris
- Docteur en médecine de la faculté de médecine de Paris
- Médecin psychiatre des hôpitaux

## Œuvres
- Le Psychodrame et la Vie, préface de Jacob Levy Moreno, Paris, Éditions Desclée de Brouwer, 1968, 363 p. ; 2e édition : Neuchâtel, Paris et Bruxelles, Delachaux et Niestlé, 1972, 360 p.
- Les Racines de l'Homme, Paris, Éditions Robert Laffont, 1976, 627 p. Prix du Docteur-Binet-Sanglé de l’Académie française
- L'Inconscient et la Grâce, Paris, Éditions du Levain, 1984.
- Petits coups au cœur, Saint-Martial-de-Nabirat, Éditions Hubert Laporte, 1993, 103 p.